# Protocalliphora frontosa
Protocalliphora frontosa är en tvåvingeart som beskrevs av Grunin 1966. Protocalliphora frontosa ingår i släktet Protocalliphora och familjen spyflugor. Inga underarter finns listade i Catalogue of Life.